# Phyllanthus micranthus
Phyllanthus micranthus là một loài thực vật có hoa trong họ Diệp hạ châu. Loài này được A.Rich. miêu tả khoa học đầu tiên năm 1850.